# آرام و با دقت انجام بده
آرام و با دقت انجام بده (به انگلیسی: Easy Does It) فیلمی محصول سال ۲۰۱۹ و به کارگردانی ویل آدیسون است. در این فیلم بازیگرانی همچون برایان بت، دوایت هنری، لیندا همیلتون، جان گودمن و هری شیرر ایفای نقش کرده‌اند.